# Weißer Schaufelstör
Der Weiße Schaufelstör (Scaphirhynchus albus) ist eine stark gefährdete Fischart aus der Familie der Störe (Acipenseridae). Sie ist endemisch für den Missouri River und den unteren Mississippi.

## Merkmale
Die Störart hat starke Ähnlichkeiten mit dem Schaufelstör (Scaphirhynchus platorynchus), ist aber mit einer Länge von 76 bis 152 Zentimetern und einem Gewicht von 39 Kilogramm wesentlich größer. Sein Bauch ist nicht mit schuppigen Knochenplatten gepanzert. Die Basen der äußeren Barteln liegen normalerweise hinter den Basen der inneren Barteln. Der Weiße Schaufelstör ist spätestens mit 15 Jahren geschlechtsreif und kann ein Lebensalter von bis zu 100 Jahren erreichen.

## Gefährdung

Verbreitungsgebiet

Im Jahr 1990 stufte der U.S. Fish and Wildlife Service den Fisch als gefährdet ein, zudem befindet er sich auf der Roten Liste gefährdeter Arten der IUCN. Im letzten Jahrzehnt konnten nur noch wenige Jungtiere beobachtet werden, zudem gingen die Bestände in freier Wildbahn immer weiter zurück. Es handelt sich um eine der ersten Fischspezies, die im Mississippi-Becken als gefährdet eingestuft wurden. Die Begradigung und Aufstauung des Mississippi hat zur Verringerung von Kiesablagerungen und zu einer langsameren Fließgeschwindigkeit der Nebenarme geführt, welche zu den bevorzugten Laichplätzen des Fisches gehören. Bei Anglern war der Weiße Schaufelstör bis zur Mitte des 20. Jahrhunderts ein beliebter Fangfisch. Er gilt als wohlschmeckend und seine Eier fanden als Kaviar Verwendung, wenn auch weniger häufig als bei anderen Störarten.
Bemühungen, die Art vor dem Aussterben zu bewahren, waren bisher nur von mäßigem Erfolg. Jahr für Jahr werden Jungfische in Fischzuchtanlagen aufgezogen und danach in die Wildnis freigesetzt. Um das Verhalten des Weißen Schaufelstörs besser zu verstehen, werden einige mit Funksendern versehen, mit deren Hilfe ihr Wanderverhalten verfolgt und mögliche Laichplätze ausfindig gemacht werden können.
Der Schaufelstör (Scaphirhynchus platorynchus) und der Weiße Schaufelstör werden vom Missouri River sturgeon iridovirus (MRSIV) parasitiert.